# Elsbeth von Nathusius
Pour les articles homonymes, voir Nathusius.

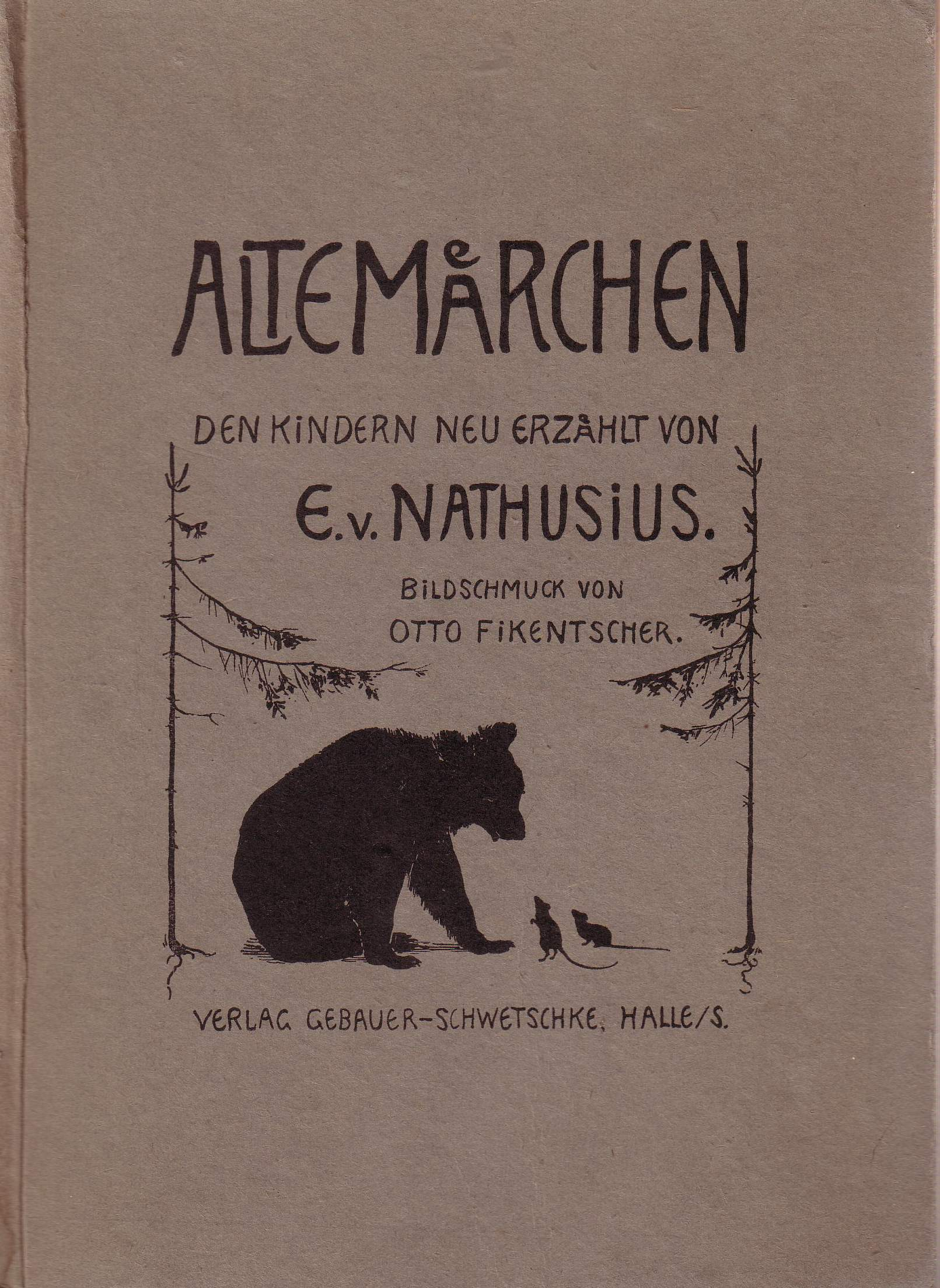
Couverture d'un livre écrit par Elsbeth von Nathusius, Alte Märchen. Vers 1905.

Elsbeth Luise Friederike von Nathusius, née le 17 janvier 1846 à Königsborn (Biederitz) et morte le 10 juillet 1928  à Merxhausen (Bad Emstal), était une écrivaine allemande.